# ديكون وايت
ديكون وايت (بالإنجليزية: Deacon White)‏ هو لاعب كرة قاعدة أمريكي، ولد في 7 ديسمبر 1847 في كاتون في الولايات المتحدة، وتوفي في 7 يوليو 1939 في St. Charles Township, Illinois ‏ في الولايات المتحدة.

## وصلات خارجية
- ديكون وايت على موقع دوري كرة القاعدة الرئيسي (الإنجليزية)
- ديكون وايت على موقعبيزبول رفرنس.كوم (الدوري الرئيسي) (الإنجليزية)
- ديكون وايت على موقعبيزبول رفرنس.كوم (الدوري الثانوي) (الإنجليزية)
- ديكون وايت على موقع إي إس بي إن.كوم (أم.أل.بي) (الإنجليزية)
- ديكون وايت على موقع مشجعي الرسوم البيانية (الإنجليزية)
- ديكون وايت على موقع قاعة مشاهير كرة القاعدة (الإنجليزية)